# Bonaventura Borchgrevinck
Bonaventura Borchgrevinck, auch Borchgreving oder Borchgrevink (gestorben frühestens 1596, nicht 1587), war ein Musiker und Hofkapellmeister.

## Leben und Wirken
Bonaventura Borchgrevinck kam wahrscheinlich aus den Niederlanden. Der Kurfürst von Sachsen folgte einer Empfehlung des Bischofs von Bremen, Heinrich von Sachsen-Lauenburg, und holte Borchgrevinck 1579 als Musiker an seinen Hof. Im Jahr darauf wechselte er als Hofmusiker nach Gottorf und erhielt dort spätestens 1586 die Position des Kapellmeisters. Nachdem Herzog Adolf verstorben war, ging Borchgrevinck nach Kopenhagen und war am Hof des Königs Friedrich II. vom 1. Januar bis zum 1. Juli 1587 Kapellmeister. Hier unterstanden ihm sechs Gesellen und zwei Lehrjungen.
1593 arbeitete Borchgrevinck nachweislich als Musiker bei Simon VI. von Lippe auf Schloss Brake, von 1593 bis 1595 in Dresden und danach 1595/96 erneut als Kapellmeister am Gottorfer Schloss, jetzt bei Herzog Johann Adolf. Er hinterließ musikalisch keine dauerhaften Spuren, ist jedoch ein Beispiel für den Einfluss, den Niederländer seinerzeit in Norddeutschland und Skandinavien hatten.

## Familie
Borchgrevinck war mit einer Frau unbekannten Namens verheiratet, die 1607 verstorben sein muss. Das Ehepaar hatte zwei Söhne, darunter Melchior (um 1570–1632). Er gehörte in Kopenhagen zu den Lehrjungen seines Vaters und wurde oberster Kapellmeister von Christian IV. Er beschrieb für die erste umfangreichere dänische Musikpublikation Giardino novo insbesondere die venezianischen Madrigalisten des 16. Jahrhunderts, die somit in Nordeuropa bekannt wurden.
Bonaventura Borchgrevinck wurde durch seine Migration nach Dänemark zum Stammvater der dänisch-norwegischen Familie Borchgrevink, ein Nachfahre in achter Generation war der Polarforscher Carsten Egeberg Borchgrevink (1864–1934).